# 2037年爆撃機
2037年爆撃機
- 用途：爆撃機
- 分類：戦略爆撃機
- 製造者：
- 運用者： アメリカ合衆国（アメリカ空軍）
- 運用状況：開発中止

2037年爆撃機（2037ねんばくげきき、英：2037 Bomber）は、B-2を置き換える目的でアメリカ空軍によって立案された大型戦略爆撃機に与えられた非公式の名称である。2037年に無人運用能力を備えたステルス超音速長距離爆撃機として就役を予定していたが、長距離打撃爆撃機（B-21）へと計画が移行された。

## 開発
B-2 スピリットの生産が1990年代初頭に終了して以降、アメリカ空軍は爆撃機の開発の空白期間が生じた。1999年に公表された空軍の爆撃機の行程表によると、2037年に退役するB-52 ストラトフォートレスとB-1 ランサーを置き換えるために新型爆撃機が必要となるとされる 。これは待つためには長すぎると考えられ、アメリカ空軍は2030年以前に中継ぎとしての「2018年爆撃機」が必要だと考えた。